# Esporte Clube Paulista
O Esporte Clube Paulista foi um clube de futebol sediado em Santa Bárbara d'Oeste, interior do estado de São Paulo. Fundado em 1956, esteve presente somente em campeonatos amadores da cidade e da região, vencendo duas vezes o setor do Campeonato Amador do Interior. Foi dissolvido em 1963 por falta de recursos financeiros.